# 10.000 $ Reward
10.000 $ Reward est un jeu de rôle français édité en 1989 par Warlords Productions, qui se propose de faire découvrir l'ouest sauvage.

## Présentation de l'ouvrage
Il se compose d'un manuel d'une soixantaine de pages. Le manuel contient :
- une table des matières ;
- une introduction à l'ambiance du jeu ;
- une définition sommaire du rôle du meneur du jeu — ici appelé Law-Master — ;
- l'usage des dés (d4, d6, d6, d10, d20) et le matériel nécessaire ;
- un exemple de partie à trois joueurs, Les Sept Masques de Princetown, en 3 pages,
- la création du personnage ;
- les types de personnages ;
- les habilités spécifiques ;
- le système de jeu : la progression du personnage (progression dans les Habilités, le Changement de niveau), le combat ;
- la description des armes à feu et armes blanches (avec illustrations), de  l'équipement (plutôt succinct), des animaux (serpent à sonnettes, loup, ours, puma et cheval) (assez sommaire aussi) ;
- le contexte de l'ouest sauvage américain : un bref descriptif de la loi dans l'ouest américain et le revenus des shérifs et marshalls, une liste des tribus indiennes, le troc avec les indiens ;
- des conseils aux meneurs du jeu débutants ;
- un scénario pour 3-4 personnages de niveau 1: La Fille de l'Est (4 pages 1/2) ;
- la fiche de personnage d'un shérif Pat Burner, et une fiche de personnage vierge.

La dernière page liste les remerciements et promet des suppléments (nouvelles classes de personnages, nouvelles règles, plusieurs scénarios prêts à jouer et un supplément à paraître), qui n'ont jamais vu le jour.

## Système de simulation
Il s'agit d'un système ) utilisant des classes de personnages, des niveaux et des compétences.
Les caractéristiques (Force, Dextérité, Rapidité, Perception, Stabilité émotionnelle, Charisme, Intelligence, Beauté) sont définies par un capital de points à répartir, le capital étant déterminé aléatoirement. Ces caractéristiques servent de base au calcul des compétences. La Constitution (points de vie) est déterminée séparément.
Le joueur choisit un type de personnage parmi : Joueur de cartes, Tueur à gages, Cow-boy, Desperado, Ex-militaire, Trappeur, Indien, Chasseur de primes. Les « Habilités spécifiques » (compétences) sont déterminées en ajoutant plusieurs caractéristiques de base et des bonus fixes dans les compétences pour chaque profession ; le joueur répartit en outre niveau × 20 points à répartir.
On calcule les habilités de bases au tir avec armes à feu, et l'Éducation du personnage, qui définit s'il est en gros illettré ou bilingue, est tirée aléatoirement (d20).
Le système de combat prend en compte l'Initiative, le Nombre d'actions par tour de jeu, le tir de base, le tir instinctif, la localisation des attaques et les dégâts (2 jets distincts), les modifications en pourcentages selon l'arme employée au tir et aux dégâts, la taille de la cible, la position du tireur, les conditions extérieures.
Il y a une notion de Coups critiques (01 à 03 sur 1d100), de Fumble (maladresse), des options de combat, la localisation et dégâts sur les animaux (sous forme habituelle de tableaux).

## Liste des parutions
- 10.000 $ Reward : Never give up, never compromise[1]  (ill. Herman Hunter), Paris17, rue Saint Gilles, 75013 Paris, Warlords Productions, 1989, 58 p.